# カステル・グエルフォ・ディ・ボローニャ
カステル・グエルフォ・ディ・ボローニャ（伊: Castel Guelfo di Bologna）は、イタリア共和国エミリア＝ロマーニャ州ボローニャ県にある、人口約4,500人の基礎自治体（コムーネ）。

## 地理

### 位置・広がり

#### 隣接コムーネ
隣接するコムーネは以下の通り。
- カステル・サン・ピエトロ・テルメ
- ドッツァ
- イーモラ
- メディチーナ

### 気候分類・地震分類
カステル・グエルフォ・ディ・ボローニャにおけるイタリアの気候分類 (it) および度日は、zona E, 2271 GGである。
また、イタリアの地震リスク階級 (it) では、zona 2 (sismicità media) に分類される。

## 行政

### 分離集落
カステル・グエルフォ・ディ・ボローニャには、以下の分離集落（フラツィオーネ）がある。
- Crocetta, Poggio Piccolo, Poggio Grande, San Martino, Via Larga